# Парфёново (Иркутская область)
Парфёново — село в Черемховском районе Иркутской области России. Административный центр Парфёновского муниципального образования. 

## География
Село находится на расстоянии примерно 23 км к юго-западу от города Черемхово, административного центра района.

## Население
| 2002 | 2010 | 2011 | 2012 |
| ---- | ---- | ---- | ---- |
| 847  | ↘842 | ↘839 | ↘826 |

## Улицы
| - ул. 40 лет Победы, - ул. Белькова, - ул. Долгих, | - ул. Колхозная, - ул. Луговая, - ул. Мира, | - ул. Молодёжная, - ул. Парковая, - ул. Победы. |